# 山口由里
山口 由里（やまぐち ゆり、1985年11月6日 - ）は、元東海ラジオ放送アナウンサーで、現在は、東海地方を拠点に活動するフリーアナウンサー。本名は森 由里。

## 略歴
- 愛知県名古屋市出身。愛知淑徳大学卒業。2008年4月、同期の角田智美とともに入社した。
- 2014年7月に東海ラジオを退職。在職時の一部番組は引き続き、フリーのパーソナリティーとして担当することになった。
- 同年12月に東海ラジオのアナウンサーである森貴俊と入籍した。入籍前に退職したため「職場結婚」ではないが、東海ラジオアナウンサー同士の結婚は前例がないとされている。
- 2016年8月より、昼のワイド番組「日替わりラジオ コレカラ」の金曜担当のパーソナリティとして起用されることとなった。山口にとって、東海ラジオ退職後初めて古巣のワイド番組のパーソナリティを務めることとなった。

## 出演番組

### 現在
- POP!POP!KPOP!!（TOKAI RADIO 2022年4月 -）
- HEARTFUL SHUFFLE 金曜（Heart FM 2023年10月6日 - 2023年12月29日）

### 過去
東海ラジオ在籍時代から引き継ぎ
- オカザえもんと岸田メル!（土曜 23時00分 - 23時30分、ナイター中継の場合は日曜 2時30分 - 3時00分）
- アンニョンコリア! （東海ラジオ、土曜 20時00分-20時30分）

東海ラジオ在籍当時
- ジェイムスのやるときはやるJ!（土曜 18時00分 - 19時00分）
- 源石和輝 モルゲン!!（「飛び出せモルゲン」レポーターとして、月・火曜担当、2010年9月まで出演）
- チケットインフォメーション（「ヒッツトゥデイ」内、 火曜 - 金曜 21時35分 - 21時40分）
- 伊勢神宮便り （金曜 5時35分 - 5時40分）
- いい本この本立ち読み情報(「兵藤ゆきのハッピーにゆきね〜!」内、土曜 11時30分頃から5分間）
- 音楽宅配便〜ミュージックパック〜（日曜 21時00分～21時15分）
- SKE48 1+1は2じゃないよ!（テーマ紹介「（テーマ）をきたえてもらうよーん」ナレーション）
- シネマ・Cafe （火曜 20時45分 - 21時00分）
- チア・スポ （火曜・水曜 18時00分 - 19時00分）
- 放送してみた! （土曜 26時30分 - 27時00分）
- No idea!? （火曜 - 金曜 18時30分 - 19時00分）
- ねねのOh〜!New Comer! （土曜 14時00分 - 16時00分）
- サンデー・マカロン（日曜、プロ野球デーゲーム中継がない日の代替番組、2010年4月 - 2012年3月）
- サタデー・ショコラ（土曜、プロ野球デーゲーム中継がない日の代替番組、2011年4月 - 9月）

フリー後
- ケーブルNews（CTY）
- 東海ラジオ コレカラ（金曜担当、2015年2月 - 2017年9月29日）
- 神田豊瑞・ラジオ説法（東海ラジオ）
- Catch Up 2015（FM愛知）
- K HEARTS（Heart FM 2023年3月22日 - 2023年9月29日）

## CM
過去に出演したものも含む。
- ユニモール ※不定期
- 岩村醸造
- トヨタカローラ岐阜
- ザ・グランドティアラ
- 下呂温泉観光ホテル湯元館
- 中部大学
- 大黒屋仏壇店
- ロードインターナショナル（beroad）
- 板取川洞戸観光ヤナ
- 亀喜総本家
- 尾張温泉東海センター・観光ホテル
- 天然温泉白鳥の湯（トウメイハウス）
- DO LIVING ISSEIDO（一誠堂） ※不定期
- 松永製菓
- 琵琶湖汽船
- 養老ミート
- 養老軒（不定期）
- 三和オートサービスグループ
- うかいミュージアム
- 御在所ロープウェイ
- 地雷也
- 愛知冠婚葬祭互助会 愛昇殿
- 岐阜県下JA（共済保険）（建物更生共済キャンペーン。2012年）
- 買取王ロイヤル名古屋店

など

## エピソード
- 愛知淑徳大在学時のゼミの先輩に、東海ラジオアナウンサーとしての先輩でもある佐藤友香がいる（東海ラジオ自身のプロフィールページの日記より）。
- 東海ラジオ在籍時のプロフィールでは、次の様に記していた。
  - 趣味は、衝動買い、スポーツ観戦。
  - 特技は、値段交渉。特に家電製品とアジア圏内の旅行で交渉術を活用。
  - 好きなものは、スイーツ、生肉、クマグッズ。
  - 目標は、「よく食べるのに痩せてるね」と言われる事。
- 趣味としてあげているスイーツの食べ歩きは毎日事欠かさないことから、かつてレポーターとして出演していた「源石和輝 モルゲン!!」では、スイーツをこよなく愛する芝田山親方（元横綱大乃国）にあやかり「スイーツ親方」が山口の隠語として使われていた[2]。
- 第1回名古屋ウィメンズマラソン（2012年3月11日）に一般参加枠で出場し初マラソンながら完走した。このマラソンのラジオ中継については東海ラジオが制作したが、マラソンリポート担当アナウンサーが中継終了後もコースに残留し、山口完走まで随時レポートを入れていた。